# Atu Gajah Reje Guru
Atu Gajah Reje Guru is een bestuurslaag in het regentschap Aceh Tengah van de provincie Atjeh, Indonesië. Atu Gajah Reje Guru telt 258 inwoners (volkstelling 2010).